# Lucille Ricksen
Morte à 14 ans, Lucille Ricksen (1910-1925) fut une actrice américaine du cinéma muet.

## Vie

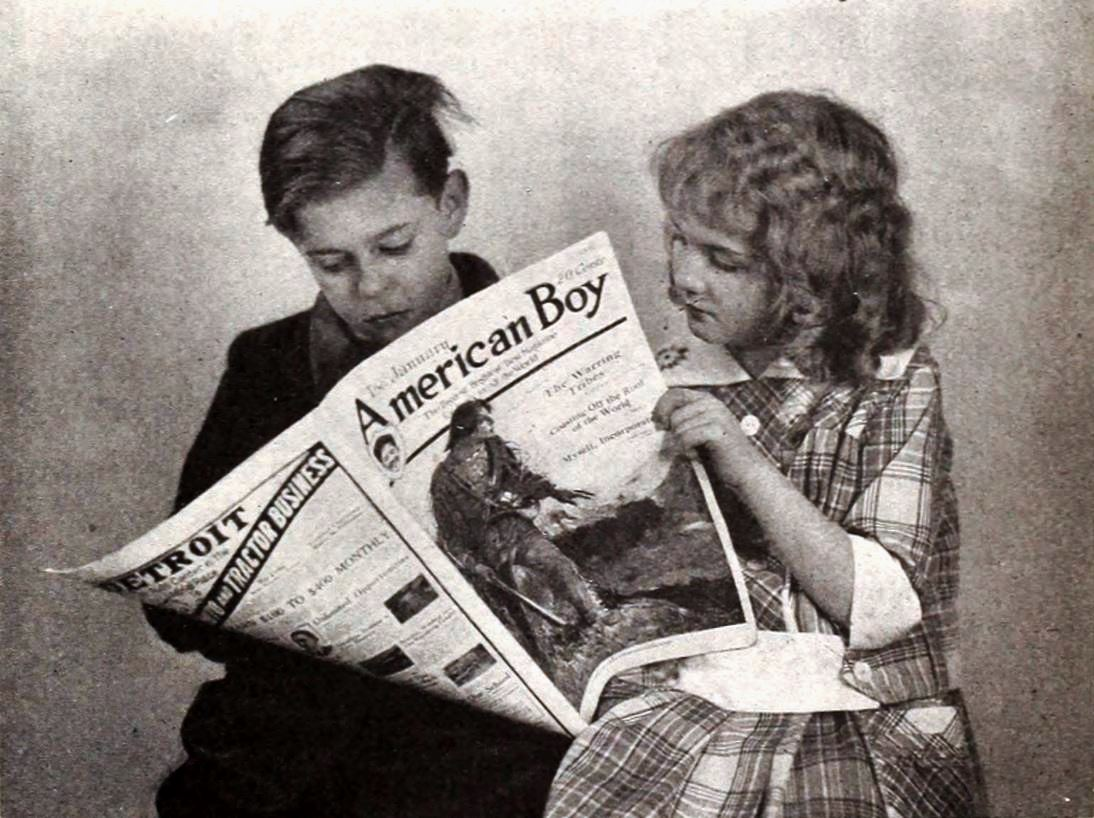
Edward Peil, Jr. (crédité sous le nom de Johnny Jones) et Lucille Ricksen parcourent un magazine American Boy, à la page 61 de l'Exhibitors Herald du 28 février 1920. Ils ont joué dans la série de films intitulée Les aventures et les émotions d'Edgar Pomeroy.

Lucille Ricksen commença sa carrière de modèle et d'actrice à l'âge de 4 ans, obtenant une popularité qui en fit une importante source de revenus pour ses parents.
À la demande de Samuel Goldwyn, Lucille Ricksen partit pour Hollywood pour un serial intitulé The Adventures of Edgar Pomeroy. Elle avait alors 11 ans et commença à avoir des rôles importants, dont celui de Ginger dans Human Wreckage en 1923 aux côtés de Dorothy Davenport. Ce film, qui traitait des dangers la drogue, fut créé en réaction au décès du mari de Dorothy Davenport, mort de son addiction à la morphine.
De 1920 à 1925, Lucille Ricksen tourna avec quelques-uns des plus populaires acteurs de son époque comme Conrad Nagel, James Kirkwood Sr, Jack Pickford, Louise Fazenda, Laura La Plante, Anna Q. Nilsson, Blanche Sweet, Bessie Love, Cullen Landis ou Patsy Ruth Miller.
Elle incarnait souvent des personnages qui étaient plus vieux qu'elle et reçut des éloges du public et de la profession pour sa maturité et sa faculté à jouer des adultes.
En 1924, à 14 ans, elle fut l'une des WAMPAS Baby Stars, initiative de la Western Association of Motion Picture Advertisers in the United States pour promouvoir des actrices à l'aube d'une carrière prometteuse.

## Mort

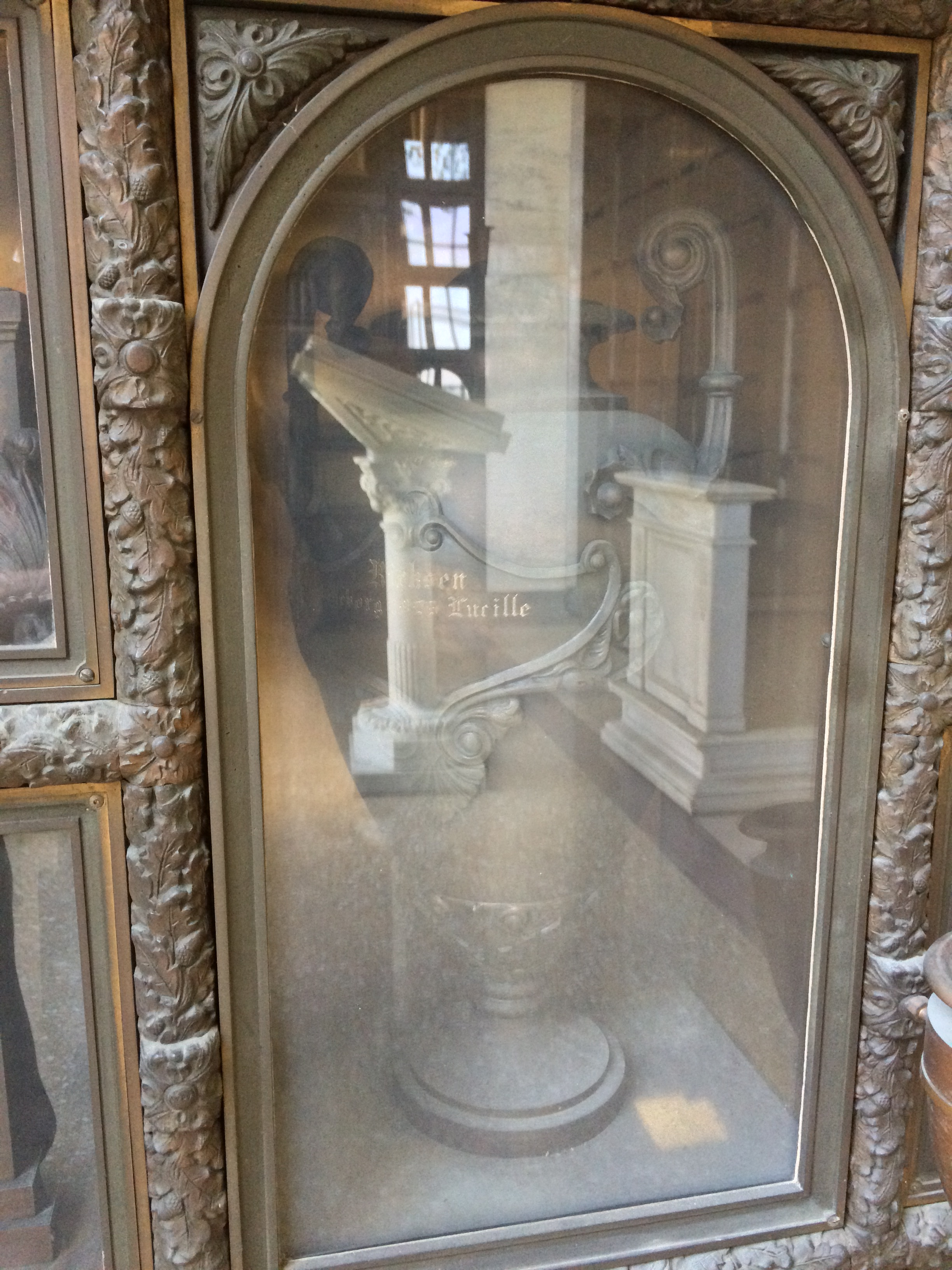
Urne funéraire de Lucille Ricksen dans un niche au Forest Lawn Memorial Park de Glendale (Californie)

Lucille Ricksen tomba malade pendant le tournage de The Galloping Fish, réalisé par Del Andrews, et resta alitée pendant les derniers mois de sa vie. Sa mère, désemparée, la veilla et mourut en février 1925 dans ses bras. D'autres personnes, dont l'actrice Lois Wilson,, la prirent en charge et elle mourut quelques semaines plus tard, le 13 mars.

## Postérité
Après sa mort, les médias écrivirent que sa mort était la conséquence d'une activité ininterrompue et de difficiles conditions de travail. Son cas était cité en exemple pour que les parents n'exploitent pas leurs enfants.
Lucille Ricksen est mentionnée dans le film The Artist.

## Filmographie
| Année | Titre                           | Réalisateur     | Rôle                        | Notes                                        |
| ----- | ------------------------------- | --------------- | --------------------------- | -------------------------------------------- |
| 1920  | Edgar and the Teacher's Pet     |                 |                             |                                              |
| 1920  | Edgar's Hamlet                  |                 |                             |                                              |
| 1920  | Edgar's Jonah Day               |                 |                             |                                              |
| 1920  | Edgar Takes the Cake            |                 |                             |                                              |
| 1920  | Edgar's Sunday Courtship        |                 |                             |                                              |
| 1920  | Edgar Camps Out                 |                 |                             |                                              |
| 1920  | Edgar's Little Saw              |                 |                             |                                              |
| 1920  | Edgar, the Explorer             |                 |                             |                                              |
| 1921  | Edgar's Country Cousin          |                 |                             |                                              |
| 1921  | Edgar's Feast Day               |                 |                             |                                              |
| 1921  | Edgar, the Detective            |                 |                             |                                              |
| 1921  | The Old Nest                    |                 | Kate à 9 ans                |                                              |
| 1922  | The Married Flapper             |                 | Carolyn Carter              |                                              |
| 1922  | Un père (Remembrance)           | Rupert Hughes   |                             |                                              |
| 1922  | The Girl Who Ran Wild           |                 | Clytie                      |                                              |
| 1922  | Forsaking All Others            |                 | May Wharton                 |                                              |
| 1922  | The Strangers' Banquet          |                 | Flapper                     |                                              |
| 1923  | The Social Buccaneer            |                 | Lucille Vail                | Film perdu                                   |
| 1923  | One of Three                    |                 |                             |                                              |
| 1923  | Under Secret Orders             |                 |                             |                                              |
| 1923  | Trimmed in Scarlet (en)         |                 | Faith Ebbing                | Film perdu, créditée comme Lucille Rickson   |
| 1923  | The Secret Code                 |                 |                             |                                              |
| 1923  | The Radio-Active Bomb           |                 |                             |                                              |
| 1923  | The Showdown                    |                 |                             |                                              |
| 1923  | Human Wreckage (en)             |                 | Ginger                      | Film perdu                                   |
| 1923  | The Rendezvous                  |                 | Vera                        |                                              |
| 1923  | The Judgment of the Storm       |                 | Mary Heath                  |                                              |
| 1924  | The Galloping Fish              |                 | Hyla Wetherill              |                                              |
| 1924  | The Hill Billy                  |                 | Emmy Lou Spence             |                                              |
| 1924  | Les Fraudeurs (Those Who Dance) | Lambert Hillyer | Ruth Kane                   |                                              |
| 1924  | Young Ideas                     |                 | Eloise Lowden               |                                              |
| 1924  | Behind the Curtain              |                 | Sylvia Bailey               |                                              |
| 1924  | Vanity's Price                  |                 | Sylvia, la fiancée de Teddy | Titre alternatif : This House of Vanity      |
| 1924  | The Painted Lady                |                 | Alice Smith                 |                                              |
| 1924  | Idle Tongues                    |                 | Faith Copeland              |                                              |
| 1925  | The Denial (en)                 |                 | La fille                    | Lucille Ricksen mourut un an avant sa sortie |